# Spanning tree protocol
Spanning tree protocol (STP) är ett tillägg till protokollet för IEEE 802.1-nät, vanligen ethernet. Protokollet inaktiverar länkar eller interface i switchar eller hubbar vilket leder till att nätverksloopar elimineras. Det återstående nätverket blir ett minimalt uppspännande träd, där det bara finns en aktiv väg mellan två punkter i nätet. På så sätt uppstår inte dubbletter av datapaket. Syftet är att kunna bygga nätverk som inkluderar redundanta switchar eller bryggor och använda dem som reserv genom att protokollet återaktiverar dem när aktiva noders anslutning misslyckas.
STP bygger på spanning tree-algoritmen. Algoritmen och protokollet uppfanns av Radia Perlman 1985.
Spanning tree regleras i tre RFC-dokument:
- IEEE 802.1D Spanning Tree
- IEEE 802.1w Rapid Convergence Spanning Tree
- IEEE 802.1s Multiple Spanning Trees;
- IEEE 802.1aq Shortest Path Bridging

Delar av STP är numera infogade i IEEE 802.1q